# Капуанские тяжбы

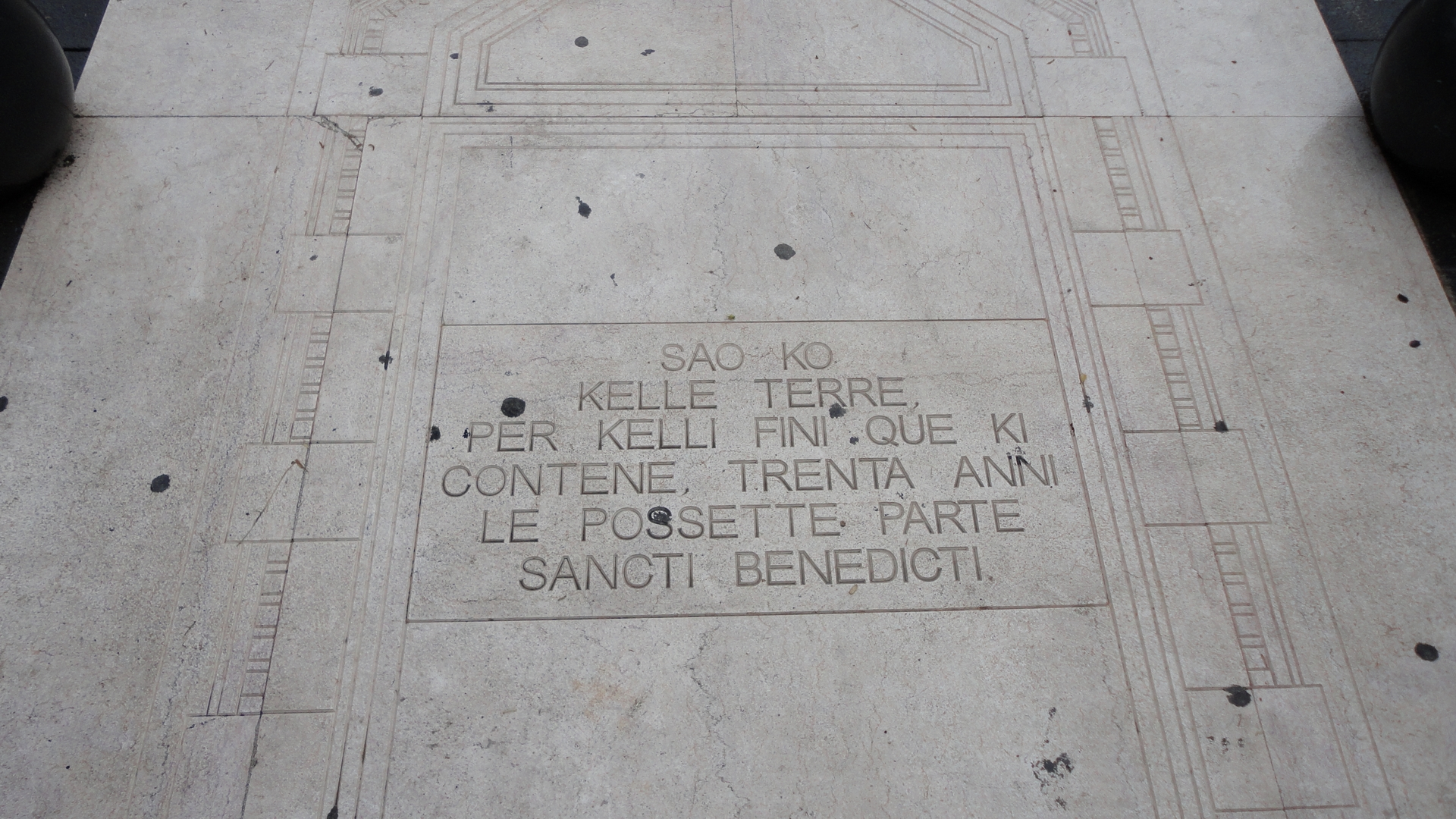
Свидетельское показание из тяжбы из Капуи, выбитое в мраморе на площади Медалье д'Оро в Капуе

Капуанские тяжбы (итал. Placiti cassinesi) — общее название четырех свидетельств, записанных между 960 и 963 гг. в южной Италии и относящихся к судебным процессам между тремя бенедиктинскими монастырями и местными землевладельцами. Считаются самым ранним памятником письменности, который можно бесспорно отнести к итальянскому вольгаре .

## Название
В русском языке тяжбы стали называться капуанскими, либо потому что свидетельство из окрестностей Капуи  стало самым известным из четырех документов, либо потому что все тяжбы проходили в Княжестве Капуя.
Все монастыри относились к аббатству Монтекассино, в связи с чем в западных языках устоялось название Placiti Cassinesi («документы из Монтекассино»).

## Описание

Оригинал свидетельского показания из тяжбы из Капуи на пергаменте (окружающий текст на латыни не показан)

Капуанскими тяжбами принято называть четыре фрагмента на вольгаре в написанных на латыни юридических документах, которые относятся к судебным процессам о принадлежности земель между тремя монастырями в окрестностях Капуи, Теано и Сессы с одной стороны и местными землевладельцами с другой. Тяжбы записаны на пергаменте беневентским письмом и состоят из трех свидетельских показаний и одной памятной записки (it. memoratorio, вид средневекового судебного документа, который юрист хранит у себя, чтобы подтвердить факт обращения к нему). Хранятся в архивах Монтекассино. Фрагменты на вольгаре обнаружил и опубликовал в 1734 г. аббат Эразмо Гаттола, архивист монастыря. 

## Текст
Свидетельские показания:
- Sao ko kelle terre, per kelle fini que ki contene, trenta anni le possette parte Sancti Benedicti. (Капуя, март 960 г.)

«Я знаю, что эти земли в этих границах, которые здесь содержатся (на карте/в книге), ими тридцать лет владел монастырь Святого Бенедикта».
- Sao cco kelle terre, per kelle fini que tebe monstrai, Pergoaldi foro, que ki contene, et trenta anni le possette. (Сесса, март 963 г.)

«Я знаю, что эти земли в границах, которые я тебе показал, принадлежали Пергоальдо, и он владел ими тридцать лет».
- Sao cco kelle terre, per kelle fini que tebe mostrai, trenta anni le possette parte sancte Marie. (Теано, октябрь 963 г.)

«Я знаю, что эти земли, в границах, которые я тебе показал, принадлежали монастырю Святой Марии тридцать лет».
Памятная записка относится к тяжбе в окрестностях г. Теано: 
- Kella terra, per kelle fini que bobe mostrai, sancte Marie è, et trenta anni la posset parte sancte Marie. (Теано, июль 963 г.)

«Эта земля, в границах, которые я вам показал, принадлежала монастырю Святой Марии, и монастырь владел ею тридцать лет». 

## Лингвистический анализ
Итальянские черты в тексте Капуанских тяжб выражены чётко. Так, сохраняются конечные гласные (sao, fini, anni, trenta); переданы удвоенные согласные [геминаты (terre, kelle, anni)]. Представлена оппозиция ед. и мн. ч. (ед. ч. kella terra – мн. ч. kelle terre), в том числе в формах местоимений (мн. ч .le possette – ед. ч. la posset). Глаголы также соответствуют итальянскому типу: представлены формы перфекта possette [аналог итальянских форм простого перфекта (passato remoto) типа dette или stette] и mostrai. Типично романской является конструкция с личным местоимением, которое дублирует имя, вынесенное влево (местоименная реприза): Kelle terre… le possette… ‘Этими землями… ими владеет…’. В Капуанских тяжбах отражены некоторые характеристики южных диалектов Италии, к которым принадлежит и кампанский диалект: бетацизм [неразличение фонем b и v (bobe 'вам' < лат. vobis в одном из текстов); отсутствие дифтонга [contene (ср. итал. contiene)]; утрата [w] группой [kw] [kelle (ср. итал. quelle)]; использование только одной формы прошедшего времени – простого перфекта (passato remoto). 
Тем не менее, текст тяжб, скорее всего, относится к бюрократическому языку и не отражает живой узус вольгаре в Княжестве Капуя. В пользу этого говорит, во-первых, знание свидетелями латыни (см. ниже), во-вторых, подготовка судьями формулировок показаний заранее, в-третьих, определенные языковые черты: относительно сложный синтаксис, использование латинизма parte (ставившегося в средневековой латыни перед обладателем предмета), использование генитива с глаголом "быть" (Pergoaldi foro, sancte Marie è). 

## История создания
Самый известный документ (март 960 г.) относится к земельной тяжбе между Алигерно, аббатом Монтекассино, и Родельгримо из Аквино, местным землевладельцем. В 883 году сарацины разорили аббатство Монтекассино, после чего монахи долгое время были вынуждены жить в изгнании в Капуе, пока в 949 году их аббатом не стал Алигерно. Ему удалось возродить монашескую жизнь в Монтекассино, но за время отсутствия бенедиктинцев земли монастыря Св. Бенедикта были заняты Родельгримо. На судебном процессе последний утверждал, что земли принадлежат ему по праву наследования. Однако, выслушав свидетельские показания свидетелей (монахов Теодемондо и Мари, а также нотариуса Гариперто), судья Арекизи встал на сторону аббатства Монтекассино. Вслед за судьей каждый из трех свидетелей под присягой повторил показание, что указанные земли принадлежали монастырю Св. Бенедикта тридцать лет. Таким образом, фраза на вольгаре записана четыре раза. 
Аббатство Монтекассино смогло доказать свои права на земли и в тяжбах с землевладельцем в окрестностях Теаны (они были переданы женскому монастырю Св. Марии). В Сессе судебный процесс выиграл некий Пергоальдо, который позже передал земли мужскому монастырю Св. Сальватора. В обоих случаях свидетельское показание на вольгаре записано четыре раза, памятная записка из Теано записана один раз. 
Свидетели имели духовный сан, а потому могли дать показания на латыни. Однако, по-видимому, было решено огласить показания на народном языке для того, чтобы содержание было понятно всем присутствующим на процессах. Упоминание 30 лет во всех свидетельствах связано с законом лангобардов, который гласил, что для подтверждения прав на собственность нужно доказать владение ею в течение 30 лет. Единство формы тяжб указывает на существование устоявшихся юридических формул в подобного рода процессах.

## Другие проекты
Полное изображение тяжбы из Капуи можно найти в Wikimedia.